# Eva Ganster

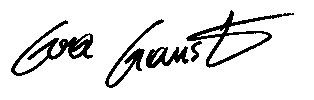
Podpis Evy Ganster

Eva Ganster (ur. 30 marca 1978 w Kitzbühel) – austriacka skoczkini narciarska, reprezentantka klubu SC Kitzbüheler.
W 1998 zajęła drugie miejsce w nieoficjalnym konkursie kobiet w ramach mistrzostw świata juniorów. Czterokrotnie zajmowała miejsce na podium w klasyfikacji generalnej FIS Ladies Winter Tournee – dwa razy drugie i dwa razy trzecie. Zwyciężczyni jednej edycji FIS Sommer Ladies Tournee (2004) oraz dwukrotnie druga w klasyfikacji tego cyklu. Czterokrotnie stawała na podium Alpen Cup – raz jako zwyciężczyni (w sezonie 2001/2002), dwa razy na drugim miejscu i raz na trzecim. Trzykrotna indywidualna mistrzyni Austrii. Dwukrotna uczestniczka zimowej uniwersjady. W latach 1994–2003 rekordzistka świata w długości skoku narciarskiego.
W marcu 2005 zakończyła karierę zawodniczą.

## Życie prywatne
Eva Ganster jest córką Dagmary i Edgara Gansterów. Ma młodszego brata Axela.
Wychowywała się i uczyła w miejscowości Kitzbühel. Ukończyła szkołę podstawową w Sankt Johann. W 1992 roku zaczęła naukę w gimnazjum sportowym w Stams, gdzie uczyła się przez cztery lata. Studiowała sport zdrowotny oraz nauki o sporcie i kinezjologię na Akademii Wychowania Fizycznego w Innsbrucku, po ukończeniu której uzyskała tytuł magistra. Ukończyła dwa maratony w Wiedniu, w 2000 i 2001 roku. Grała także w piłkę nożną, reprezentując drugoligowy klub SK Zirl, a w sezonie 2003/2004 została królową strzelców drugiej dywizji zachodniej. Po zakończeniu kariery chciała dostać się do wojska, jednak skoki narciarskie kobiet nie były wówczas sportem olimpijskim i nie było to możliwe. Ukończyła szkolenie terapeuty Myorefleks i w 2005 roku podjęła pracę jako terapeuta w pięciogwiazdkowym hotelu Burg Vital Resort w Oberlech, w którym pracuje nadal. Mieszka w Oberlech. Jest panną i nie ma dzieci.

## Kariera

### Początki kariery (do 1998 roku)
Ganster oddała swój pierwszy skok w wieku 10 lat, uzyskując 17 metrów. Niedługo później zaczęła uczęszczać na treningi skoczków do lokalnego klubu. W 1989 roku zwyciężyła w konkursie Pucharu Austrii, a w 1991 zdobyła mistrzostwo Austrii w kategorii 12/13 latków, startując z samymi chłopcami. W wyniku tych sukcesów zdecydowano, aby posłać ją do elitarnej szkoły narciarskiej w Stams, gdzie uczęszczali między innymi: Toni Innauer, Ernst Vettori, Gregor Schlierenzauer i Daniela Iraschko.
Międzynarodowa Federacja Narciarska na początku lat 90. nie pozwalała na skoki kobiet w oficjalnych zawodach, dlatego zawodniczki startowały jako przedskoczkinie. Eva Ganster wystąpiła w tej roli między innymi w Turnieju Czterech Skoczni oraz Zimowych Igrzyskach Olimpijskich 1994 w Lillehammer.
W lutym 1994 roku ustanowiła rekord świata w długości skoku narciarskiego kobiet na skoczni w norweskim Lillehammer, podczas zimowych igrzysk olimpijskich, uzyskując 113,5 metra. Poprawiła wtedy o 2,5 metra dotychczasowy rekord Norweżki Merete Kristiansen z 1989 roku. Trzy lata później, 9 lutego 1997 roku, jako pierwsza kobieta oddała skok na obiekcie mamucim, przed zawodami Pucharu Świata mężczyzn. Uzyskała wtedy 167 metrów na skoczni Kulm w austriackim Tauplitz, co było o 53,5 metra lepszym rezultatem niż jej poprzedni rekord. Wynik ten został wpisany do księgi rekordów Guinnessa. Jej rekord 29 stycznia 2003 poprawiła Daniela Iraschko, która w drugiej próbie uzyskała 188 metrów (poprawa rekordu o 21 metrów), a w ostatniej, trzeciej próbie jako pierwsza kobieta uzyskała 200 metrów.

### 1998/1999

#### Mistrzostwa świata juniorów
Ganster wystartowała w pierwszym oficjalnym konkursie kobiecym – nieoficjalnych mistrzostwach świata juniorów, rozegranym 22 stycznia 1998 roku w szwajcarskim Sankt Moritz na Olympiaschanze o punkcie konstrukcyjnym położonym na 95. metrze. Zajęła w nim drugie miejsce, po skokach na odległości – odpowiednio 90,5 i 93 metry, w wyniku czego przegrała z Finką Heli Pomell o 0,4 punktu.

#### FIS Ladies Grand Tournee
7 lutego 1999 roku wzięła udział w pierwszym w historii konkursie FIS Ladies Grand Tournee w niemieckim Braunlage i zajęła w nim 12. miejsce po skoku na 54 metry. Trzy dni później, w drugim konkursie cyklu w niemieckim Baiersbronn, uplasowała się czwartym miejscu, po skokach na 80 i 74,5 metra. W trzecim konkursie, rozegranym 13 lutego 1999 roku w Schönwald, ponownie ulokowała się na czwartym miejscu, tym razem po skokach na 77 i 75 metrów. W kolejnym konkursie turnieju w Breitenbergu zajęła drugie miejsce, tuż za Austriaczką Sandrą Kaiser, po skokach na 70,5 i 74,5 metra. 19 lutego 1999 roku, w ostatnim konkursie w Ramsau, była trzecia (58,5 metra). W klasyfikacji generalnej Ganster zgromadziła 689,5 punktu, dzięki czemu zajęła czwarte miejsce i przegrała z Austriaczką Sandrą Kaiser, Amerykanką Karlą Keck i Austriaczką Danielą Iraschko.

### 1999/2000

#### FIS Ladies Grand Tournee
W lutym 2000 roku wzięła udział w drugiej edycji turnieju FIS Ladies Grand Tournee. Swoje starty w turnieju zaczęła od konkursu drużynowego w Breitenbergu, w którym wraz z Magdaleną Kubli, Sandrą Kaiser i Danielą Iraschko zajęła pierwsze miejsce, wyprzedzając o ponad 190 punktów reprezentantki gospodarzy – Niemki oraz o ponad 300 punktów Japonki. Ganster w nieoficjalnej klasyfikacji indywidualnej, po skokach na odległość 73 i 77 metrów, zajęłaby drugie miejsce ze stratą 9,2 punktu do Danieli Iraschko. Następnego dnia na tym samym obiekcie Ganster wygrała konkurs indywidualny (76,5 i 79 metrów), wyprzedzając Danielę Iraschko o pół punktu, a trzecią Niemkę Heidi Roth o ponad 18 punktów. W trzecim konkursie turnieju w austriackim Saalfelden Ganster uplasowała się na drugim miejscu (72,5 i 72 metry) i do zwyciężczyni – Iraschko straciła 38,5 punktu, a nad trzecią Karlą Keck miała 29,5 punktu przewagi. Trzy dni później w kolejnym konkursie w Schönwald, Austriaczka ulokowała się na drugim miejscu (76 i 74 metry), a konkurs wygrała po raz kolejny Iraschko, tym razem z przewagą 64,5 punktu nad Ganster. Ostatni konkurs, rozegrany 13 lutego 2000 roku w Baiersbronn, rozstrzygnął się podobnie jak poprzednie dwa, pierwsza była Iraschko z dużą przewagą (48 punktów) nad Ganster (77,5 i 74,5 metra). W klasyfikacji generalnej Eva Ganster została sklasyfikowana na drugim miejscu (792,5 punktu). Pierwsza była Daniela Iraschko z przewagą 150,5 punktu. Ganster o 58,1 punktu wyprzedziła sklasyfikowaną na trzecim miejscu Niemkę Heidi Roth.

### 2000/2001

#### FIS Ladies Grand Prix
27 stycznia 2001 roku, podczas pierwszego konkursu trzeciej edycji turnieju FIS Ladies Grand Prix, Eva Ganster uplasowała się na drugim miejscu na skoczni w niemieckim Schönwaldzie. Zawodniczka oddała dwa równe skoki na odległość 80 metrów, pierwsze miejsce zajęła Daniela Iraschko, trzecia natomiast była Norweżka Henriette Smeby. Następnego dnia na tej samej skoczni został rozegrany drugi konkurs cyklu, który początkowo miał odbyć się w Baiersbronn. Ganster ulokowała się na piątym miejscu po skokach na odległość odpowiednio 72 i 78 metrów. W trzecim konkursie rozegranym 31 stycznia 2001 roku w Breitenbergu została sklasyfikowana na najniższym stopniu podium, po skokach na 74,5 i 75 metra. Kolejne dwa konkursy – indywidualny, który miał się odbyć 3 lutego, i drużynowy 4 lutego w austriackim Saalfelden, zostały odwołane. Zawodniczka zajęła w klasyfikacji generalnej trzecie miejsce tuż za Danielą Iraschko i Norweżką Henriette Smeby.

#### FIS Sommer Ladies Tournee
Na przełomie sierpnia i września 2001 roku Eva Ganster wzięła udział w pierwszym w historii konkursie letniego turnieju FIS Sommer Ladies Tournee w słoweńskim Velenje. 24 sierpnia w konkursie drużynowym, wraz z Magdaleną Kubli i Danielą Iraschko, zajęła pierwsze miejsce przed Niemkami i Japonkami. Ganster skoczyła w pierwszej serii na 76 metrów, a w drugiej 78 metrów. Następnego dnia na skoczni Grajski grič w konkursie indywidualnym reprezentantka Austrii, po dwóch równych skokach na 74 metry, uplasowała się na drugim miejscu, tracąc 43 punkty do pierwszej Danieli Iraschko. Tego samego dnia, tym razem na skoczni Dr. Stanko Stoporko, reprezentacja Austrii w składzie Magdalena Kubli, Eva Ganster i Daniela Iraschko, wygrała konkurs drużynowy, druga była reprezentacja Japonii, a trzecia reprezentacja Norwegii. Ganster oddała skoki na odległość 72 i 71,5 metra, za które otrzymała łączną notę 168 punktów, co dałoby jej drugą pozycję w nieoficjalnej klasyfikacji indywidualnej. 26 sierpnia w Mislinji odbył się czwarty konkurs turnieju, w którym, podobnie jak dzień wcześniej, Ganster ulokowała się na drugim miejscu (73,5 i 73,5 metra). W piątym konkursie turnieju rozegranym 1 września w niemieckim Meinerzhagen Austriaczki wygrały rywalizację drużynową przed Japonkami i Niemkami. W ostatnim konkursie turnieju Eva Ganster zajęła trzecie miejsce (2 skoki na 64 metry). Ganster w klasyfikacji generalnej została sklasyfikowana na drugim miejscu (591,8 punktu), pierwsza była Daniela Iraschko (687,2 punktu), a trzecia Ayumi Watase z Japonii (527 punktów).

#### Alpen Cup
8 października 2000 roku w słoweńskim Velenje na skoczni Grajski grič, w pierwszym z trzech konkursów turnieju Alpen Cup, Austriaczka zajęła drugie miejsce, uzyskując notę 190,5 punktu. Trzy dni później w Eisenerz na Erzbergschanze Eva Ganster ponownie zajęła drugie miejsce (190,5 punktu), tuż za koleżanką z kadry Danielą Iraschko. W ostatnim konkursie we włoskim Predazzo Ganster była druga. W klasyfikacji generalnej Ganster została sklasyfikowana na drugim miejscu ze stratą 60 punktów do Danieli Iraschko.

### 2001/2002

#### FIS Ladies Grand Prix
30 stycznia 2002 roku w austriackim Saalfelden na Bibergschanze, w pierwszym konkursie czwartej edycji turnieju FIS Ladies Grand Prix, Austriaczka zajęła miejsce tuż za podium, po skokach na odległość 84,5 i 81,5 metra. Trzy dni później, w drugim konkursie cyklu w niemieckim Baiersbronn, podobnie jak w pierwszym konkursie, ulokowała się na czwartym miejscu (74,5 i 75 metrów). Trzeci konkurs cyklu – drużynowy – odbył się 3 lutego 2002 roku na tej samej skoczni co poprzedzający go konkurs indywidualny. Zwyciężyła reprezentacja Austrii w składzie: Verena Floss, Magdalena Kubli, Eva Ganster, Daniela Iraschko, z przewagą ponad 50 punktów nad Niemkami i Norweżkami. Ganster oddała dwa skoki na odległość 75 metrów, co dałoby jej drugie miejsce w nieoficjalnej klasyfikacji indywidualnej, zaraz za jej koleżanką z drużyny Danielą Iraschko. W kolejnym konkursie w niemieckim Baiersbronn, podobnie jak w poprzednich dwóch konkursach indywidualnych, uplasowała się na czwartym miejscu po skokach na odległość 75,5 i 85,5 metra. 9 lutego 2002 roku, w ostatnim konkursie w Schönwald, wygrała jednoseryjny konkurs wspólnie ze Szwedką Heleną Olsson. W klasyfikacji generalnej została sklasyfikowana na czwartej pozycji, za Austriaczką Danielą Iraschko, Norweżką Anette Sagen i Szwedką Heleną Olsson.

#### FIS Sommer Ladies Tournee
Od 31 sierpnia do 8 września 2002 roku, Eva Ganster wzięła udział w drugiej edycji letniego turnieju FIS Sommer Ladies Tournee. Starty w turnieju zaczęła od drugiego miejsca, w konkursie rozegranym na Baptist-Kitzlinger-Schanze w niemieckim Breitenberg. Ganster w pierwszej serii skoczyła na 77 metrów, w drugiej próbie poleciała 4 metry krócej. Następnego dnia na tym samym obiekcie Austriaczka ponownie została sklasyfikowana na drugim miejscu, po skokach na odległość odpowiednio 79 i 76 metrów. W trzecim konkursie rozegranym na Pöhlbachschanze w Pöhli, podobnie jak w dwóch poprzednich konkursach, zajęła drugie miejsce, ze stratą 0,3 punktu do Danieli Iraschko. Trzy dni później, w czwartym konkursie cyklu, Ganster wraz z Danielą Iraschko, Tanją Drage i Katrin Stefaner, wygrała rywalizację drużynową przed reprezentantkami Norwegii i Niemkami. W ostatnim konkursie turnieju, Austriaczka po raz pierwszy wygrała na igelicie, oddała dwa dobre skoki na 61,5 metra, za które otrzymała notę 213,2 punktu, wyprzedzając Norweżkę Anette Sagen o 0,8 punktu. W klasyfikacji generalnej Eva Ganster została sklasyfikowana na drugim miejscu, do pierwszej Danieli Iraschko straciła tylko 0,3 punktu, co było najmniejszą różnicą między pierwszą a drugą zawodniczką w historii rozgrywania turnieju.

#### Alpen Cup
W sezonie 2001/2002 organizatorami poszczególnych konkursów turnieju Alpen Cup były cztery państwa: Szwajcaria, Niemcy, Włochy i Francja. W pierwszym konkursie rozegranym na olimpijskiej skoczni w Sankt Moritz, Eva Ganster po dwóch dobrych skokach na 80,5 i 81,5 metra, wygrała konkurs z przewagą 4,4 punktu nad Danielą Iraschko. Nazajutrz uzyskała notę 185,5 punktu za skoki na odległość 88 i 83 metry, i z przewagą 20,5 punktu nad Danielą Iraschko ponownie wygrała konkurs. W trzecim konkursie rozegranym 11 stycznia 2002 roku na Vogtlandschanze w Klingenthal, Austriaczka zajęła drugie miejsce po dwóch skokach na 78 metrów. Dzień później na tej samej skoczni, Austriaczka wygrała drugi konkurs indywidualny (2 skoki na 80 metrów). W kolejnych dwóch konkursach indywidualnych które odbyły się 22 i 23 lutego 2002 roku w Predazzo, Eva Ganster nie wzięła udziału. W pierwszym marcowym konkursie w Chaux-Neuve, Eva Ganster ulokowała się na czwartej pozycji (86 i 78,5 metra). Przed Ganster znalazły się dwie Norweżki Anette Sagen (2. miejsce) i Henriette Smeby (3.miejsce), jednak do klasyfikacji generalnej zaliczane są tylko zawodniczki z krajów alpejskich, w związku z powyższym Ganster zajęła drugie miejsce. W drugim konkursie rozegranym 10 marca 2002 roku, Austriaczka ponownie uplasowała się na czwartym miejscu, jednak podobnie jak dzień wcześniej, wyprzedziły ją dwie Norweżki które nie liczyły się do klasyfikacji. W klasyfikacji generalnej Austriaczka została sklasyfikowana na pierwszym miejscu, ex aequo z Danielą Iraschko, obie zawodniczki zgromadziły po 540 punktów.

### 2002/2003

#### Uniwersjada
W styczniu 2003 roku Austriaczka wzięła udział w uniwersjadzie. W gronie 53 startujących Eva Ganster, studentka komunikacji społecznej, była jedyną kobietą. 17 stycznia 2003 roku podczas konkursu na normalnej skoczni w Tarvisio Ganster zajęła czterdzieste trzecie miejsce, wyprzedzając dziesięciu zawodników płci męskiej. Austriaczka oddała skoki na odległość odpowiednio 74 i 70,5 metra. Następnego dnia na tym samym obiekcie, odbył się konkurs drużynowy, w którym reprezentacja Austrii, w składzie: Hannes Wenninger, Eva Ganster, Karl-Heinz Dorner i Reinhard Schwarzenberger, zajęła piąte miejsce ze stratą 69 punktów do reprezentacji Korei Południowej. Cztery dni później – 22 stycznia, został rozegrany konkurs indywidualny na skoczni o punkcie konstrukcyjnym położonym na 120 metrze w austriackim Bischofshofen. Eva Ganster została sklasyfikowana na ostatnim trzydziestym siódmym miejscu (74 i 68 metrów).

#### FIS Ladies Grand Prix
19 lutego 2003 roku, na Baptist-Kitzlinger-Schanze w niemieckim Breitenbergu, Ganster wystartowała w pierwszym konkursie, piątej edycji FIS Ladies Grand Prix. Zajęła czwarte miejsce, po dwóch dobrych skokach na odległość odpowiednio 75 i 74 metry. Trzy dni później w austriackim Saalfelden, zawodniczka ulokowała się na drugim miejscu, tuż za Norweżką Anette Sagen, do której straciła tylko 3 punkty, mimo odległości słabszych o odpowiednio 10 i 8 metrów. Austriaczka oddała dwa skoki na odległość 86 metrów. Dzień później na tej samej skoczni odbył się konkurs drużynowy, w którym reprezentacja Austrii, w składzie: Tanja Drage, Magdalena Kubli, Eva Ganster, Daniela Iraschko, uplasowała się na drugim miejscu, tuż za Amerykankami. Ganster oddała dwa skoki na odległość 88 metrów. W kolejnym konkursie turnieju w Baiersbronn, podobnie jak w pierwszym konkursie, zajęła czwarte miejsce, po skokach na odległość odpowiednio 84 i 81,5 metra. W ostatnim konkursie rozegranym 1 marca 2003 roku, na Adlerschanze w Schönwald, Austriaczka była piąta (80 i 81 metrów). Ganster w klasyfikacji generalnej została sklasyfikowana na drugim miejscu, ze stratą ponad 50 punktów, do Norweżki Anette Sagen.

#### Alpen Cup
W sezonie letnim turnieju Alpen Cup zostały rozegrane cztery konkursy: dwa w Niemczech i dwa w Szwajcarii. Pierwszy konkurs odbył się 31 sierpnia 2002 roku w Breitenbergu, Austriaczka zajęła w nim drugie miejsce, po skokach na odległość 73 i 77 metrów. Następnego dnia Eva Ganster ponownie ulokowała się na drugim miejscu, zawody wygrała Amerykanka Jessica Jerome, jednak do klasyfikacji generalnej zaliczane są wyniki tylko zawodniczek z krajów alpejskich, w związku z powyższym Austriaczka została sklasyfikowana na pierwszym miejscu. Ganster skoczyła w pierwszej serii na 79, a w drugiej 76 metrów. W kolejnym konkursie w Kanderstegu, Eva Ganster uplasowała się na drugim miejscu (92 i 91 metrów). W ostatnim konkursie edycji letniej na Lötschberg-Schanze, Austriaczka wygrała konkurs indywidualny (93 i 92 metry), dzięki czemu wyrównała się liczbą punktów z Danielą Iraschko, z którą ex aequo wygrała period letni. Następne dwa konkursy już na śniegu, odbyły się 18 i 19 stycznia 2003 roku na skoczni Alpenarena w Villach, w pierwszym konkursie Ganster nie brała udziału, natomiast w drugim ulokowała się na czwartym miejscu (87 i 84 metry), przed nią znalazły się Lindsey Van (3. miejsce) i Anette Sagen (1. miejsce), których wyniki nie były zaliczane do klasyfikacji generalnej. W ostatnich dwóch konkursach indywidualnych które odbyły się 8 i 9 marca 2003 roku w Planicy, Eva Ganster nie wzięła udziału. W klasyfikacji generalnej Austriaczka została sklasyfikowana na drugim miejscu. W pięciu startach zgromadziła 440 punktów, pierwsza była Daniela Iraschko (6 startów – 560 punktów), a trzecia Katrin Stefaner (8 startów – 369 punktów).

### 2003/2004

#### FIS Ladies Grand Prix
Od 12 do 21 lutego 2004 roku, wzięła udział w szóstej edycji austriacko-niemieckiego turnieju FIS Ladies Grand Prix. W pierwszym konkursie w Saalfelden, została sklasyfikowana na drugim miejscu wraz z Amerykanką Lindsey Van, obie zawodniczki straciły do pierwszej Anette Sagen, ponad 30 punktów. Ganster skoczyła 87 i 84 metry. Dwa dni później w niemieckim Breitenbergu, uplasowała się na czwartym miejscu, po dwóch równych skokach na 76 metrów. Dzień później, w trzecim konkursie cyklu, Ganster wraz z Jacqueline Seifriedsberger, Tanją Drage i Danielą Iraschko, wygrała rywalizację drużynową przed Japonkami i Norweżkami. W kolejnym konkursie rozegranym 18 lutego 2004 roku, na skoczni Große Ruhestein w Baiersbronn, zajęła ósme miejsce po skokach na odległość 85 i 86 metrów. W ostatnim konkursie turnieju w Schönwald, ulokowała się na czwartym miejscu po skokach na odległość 77,5 i 79,5 metra. W klasyfikacji generalnej, podobnie jak w 2001 roku, Ganster została sklasyfikowana na trzecim miejscu za Anette Sagen z Norwegii i Lindsey Van ze Stanów Zjednoczonych.

#### FIS Sommer Ladies Tournee
W sierpniowym turnieju FIS Sommer Ladies Tournee, Eva Ganster wzięła udział po raz trzeci. W pierwszym konkursie cyklu, rozegranym 8 sierpnia w austriackim Bischofshofen, Austriaczka została sklasyfikowana na 5 pozycji, po skokach na odległość 67,5 i 72,5 metra i łącznej nocie 252,5 punktu. W drugim konkursie rozegranym trzy dni później na Vogtlandschanze w Klingenthal, Austriaczka uplasowała się na drugim miejscu (81,5 i 78,5 metra), tuż za Amerykanką Lindsey Van. Dwa dni później na Pöhlbachschanze, Ganster wygrała konkurs indywidualny (61 i 62 metry), wyprzedzając Danielę Iraschko o 10,5 punktu, i trzecią Amerykankę Lindsey Van o ponad 14 punktów. 14 sierpnia 2004 roku, został rozegrany konkurs drużynowy, w którym reprezentacja Austrii, w składzie: Tanja Drage, Daniela Iraschko, Eva Ganster i Jacqueline Seifriedsberger wygrała z przewagą ponad 71 punktów nad Norweżkami i Amerykankami. W ostatnim konkursie turnieju w niemieckim Meinerzhagen, ulokowała się na czwartym miejscu po skokach na odległość 65,5 i 65 metrów. Eva Ganter, pomimo tylko dwóch miejsc na podium, uzyskała odpowiednią liczbę punktów, aby wygrać cały turniej, zgromadziła 967,8 punktu, wyprzedzając o ponad 10 punktów Amerykankę Lindsey Van i o 27 Austriaczkę Danielę Iraschko.

#### Alpen Cup
Pierwsze zawody turnieju Alpen Cup miały odbyć się 30 i 31 sierpnia 2003 roku, w słoweńskim Velenje, jednak zostały odwołane. Kolejne zawody letnie odbyły się na Trampolino Dal Ben w Predazzo. W pierwszym konkursie reprezentantka Austrii została sklasyfikowana na siódmym miejscu. W pierwszej serii skoczyła na 84 metry, a w drugiej na 89 metrów. W drugim konkursie rozegranym dzień później, Austriaczka ulokowała się o jedną lokatę wyżej (84 i 83,5 metra). W klasyfikacji letniego periodu Eva Ganster uplasowała się na siódmym miejscu, ze stratą 124 punktów do pierwszej Danieli Iraschko. Pierwsze zawody zimowego periodu odbyły się 18 grudnia, ponownie w Predazzo. Eva Ganster zajęła drugie miejsce, uzyskała notę 164 punkty za skoki na odległość 81,5 i 79 metrów. Czwarty konkurs rozstrzygnął się podobnie jak dzień wcześniej: Iraschko (214,5 pkt) pierwsza, Ganster (180,5 pkt, 84 i 84,5 metra) druga, Drage (167,0 pkt) trzecia. Następne dwa konkursy w niemieckim Berchtesgaden nie odbyły się. W kolejnych dwóch konkursach indywidualnych które odbyły się 19 i 20 marca 2004 roku w Sankt Moritz, Eva Ganster nie wzięła udziału. W klasyfikacji generalnej Austriaczka została sklasyfikowana na trzecim miejscu. W czterech startach zgromadziła 236 punktów, i straciła ponad 160 punktów do pierwszej Danieli Iraschko.

### 2004/2005

#### Puchar Kontynentalny
16 grudnia 2004 roku Eva Ganster pierwszy raz wzięła udział w zawodach Pucharu Kontynentalnego. Na skoczni Srednija Velikanka w Planicy została sklasyfikowana na czternastym miejscu (2 skoki po 84 metry). Trzy dni później we włoskim Toblach, Austriaczka ulokowała się na ósmym miejscu. Zarówno w pierwszej, jak i drugiej serii, wylądowała dokładnie na punkcie konstrukcyjnym Trampolino Sulzenhof, który jest usytuowany na 67 metrze. W następnym konkursie turnieju, w niemieckim Oberaudorf, Austriaczka uplasowała się na piętnastym miejscu, po skokach na odległość odpowiednio 69 i 73,5 metra. 5 marca w Vikersund w pierwszym konkursie po FIS Ladies Grand Prix, Eva Ganster zajęła dwunaste miejsce na Vikersundbakken (83 i 84,5 metra). Następnego dnia na tym samym obiekcie, Austriaczka zajęła o jedną lokatę lepszą niż dzień wcześniej. Oddała dwa równe skoki na odległość 85,5 i 86,5 metra. Ostatni konkurs Pucharu Kontynentalnego, Austriaczka zakończyła na ósmym miejscu, zarazem był to jej ostatni start podczas tego cyklu. W klasyfikacji generalnej Eva Ganster została sklasyfikowana na piętnastym miejscu (214 punktów). Pierwszą w historii zwyciężczynią cyklu została Norweżka Anette Sagen, która zdobyła 1020 z 1200 punktów możliwych do zdobycia. Druga była Amerykanka Lindsey Van (740 punktów), a trzecia Austriaczka Daniela Iraschko (620 punktów).

##### FIS Ladies Grand Prix
W lutym 2005 roku, wzięła udział w siódmej edycji turnieju FIS Ladies Grand Prix. Pierwszy konkurs w niemieckim Schönwald, okazał się najgorszym startem jak do tej pory, w tym turnieju. Ganster została sklasyfikowana na dwudziestym miejscu, po skokach na odległość 79 i 75 metrów. W drugim konkursie, rozegranym cztery dni później, na skoczni Große Ruhestein w Baiersbronn, podobnie jak w pierwszym konkursie, Austriaczka była daleka od czołówki. Zajęła piętnaste miejsce, po skokach na odległość 79 i 73 metry, zawody wygrała Słowenka Monika Pogladič. 15 lutego 2005 roku, został rozegrany konkurs drużynowy, w którym reprezentacja Austrii, w składzie: Jacqueline Seifriedsberger, Tanja Drage, Eva Ganster i Daniela Iraschko, wygrała z ponad 35 punktami przewagi nad reprezentacją Słowenii i reprezentacją Stanów Zjednoczonych. Następnego dnia na tej samej skoczni, został rozegrany konkurs indywidualny, w którym reprezentantka Austrii ulokowała się na siedemnastym miejscu, po skokach na odpowiednio 73,5 i 71,5 metra. W ostatnim konkursie siódmej edycji turnieju, rozegranym w austriackim Saalfelden na Bibergschanze, uplasowała się na dziewiątym miejscu, po skokach na odległość 83 i 82,5 metra. W klasyfikacji generalnej Eva Ganster została sklasyfikowana na dwunastym miejscu, co było jej najgorszą lokatą w historii startów w tym turnieju. Klasyfikację generalną wygrała Austriaczka Daniela Iraschko przed Amerykanką Lindsey Van i Niemką Ulrike Gräßler.

#### Uniwersjada
W styczniu 2005 roku Ganster wzięła udział w uniwersjadzie. 13 stycznia 2005 roku na Toni-Seelos-Olympiaschanze w Seefeld odbył się konkurs indywidualny. Do startu zostało zgłoszonych sześć zawodniczek – dwie Austriaczki, dwie Japonki, Słowenka i Norweżka. Eva Ganster po pierwszej serii, w której skoczyła na 84 metry, zajmowała piątą pozycję. W drugiej serii, skoczyła na 81 metrów dzięki czemu, została sklasyfikowana na piątym miejscu. Konkurs wygrała Daniela Iraschko przed Moniką Pogladič i Seiko Koasą.

### Miejsca w klasyfikacji poszczególnych turniejów
| Turniej                   | 1999 | 2000 | 2001 | 2002 | 2003 | 2004 | 2005 |
| ------------------------- | ---- | ---- | ---- | ---- | ---- | ---- | ---- |
| FIS Ladies Winter Tournee | 4    | 2    | 3    | 4    | 2    | 3    | 12   |
| FIS Sommer Ladies Tournee | —    | —    | 2    | 2    | –    | 1    | –    |
| Alpen Cup                 | —    | —    | 2    | 1    | 2    | 3    | —    |
| Puchar Kontynentalny      | —    | —    | —    | —    | —    | —    | 15   |

## Mistrzostwa świata juniorów
| Miejsce | Dzień       | Rok  | Miejscowość  | Skocznia       | Punkt K | Konkurs  | Skok 1 | Skok 2 | Nota      | Strata  | Zwycięzca   |
| ------- | ----------- | ---- | ------------ | -------------- | ------- | -------- | ------ | ------ | --------- | ------- | ----------- |
| 2.      | 22 stycznia | 1998 | Sankt Moritz | Olympiaschanze | K-95    | indywid. | 90,5 m | 93,0 m | 218,3 pkt | 0,4 pkt | Heli Pomell |

## Uniwersjada
| Miejsce | Dzień       | Rok  | Miejscowość   | Skocznia                   | Punkt K | Konkurs  | Skok 1 | Skok 2 | Nota                  | Strata    | Zwycięzca        |
| ------- | ----------- | ---- | ------------- | -------------------------- | ------- | -------- | ------ | ------ | --------------------- | --------- | ---------------- |
| 43.     | 17 stycznia | 2003 | Tarvisio      | Trampolino Fratelli Nogara | K-90    | indywid. | 74,0 m | 70,5 m | 146,0 pkt             | 99,0 pkt  | Kang Chil-ku     |
| 5.      | 18 stycznia | 2003 | Tarvisio      | Trampolino Fratelli Nogara | K-90    | druż.    | 74,5 m | 76,5 m | 624,0 pkt (159,5 pkt) | 69,0 pkt  | Korea Południowa |
| 37.     | 22 stycznia | 2003 | Bischofshofen | im. Paula Ausserleitnera   | K-120   | indywid. | 74,0 m | 68,0 m | 33,6 pkt              | 206,4 pkt | Jernej Damjan    |
| 5.      | 13 stycznia | 2005 | Seefeld       | Toni-Seelos-Olympiaschanze | K-90    | indywid. | 84,0 m | 81,0 m | 189,5 pkt             | 52,0 pkt  | Daniela Iraschko |

## Puchar Kontynentalny

### Miejsca w klasyfikacji generalnej Pucharu Kontynentalnego
| Sezon     | Miejsce |
| --------- | ------- |
| 2004/2005 | 15.     |

### Miejsca w poszczególnych konkursach Pucharu Kontynentalnego
| Sezon 2004/2005                                                                   |           |         |          |            |                          |             |             |            |           |           |      |        |        |        |        |        |        |        |        |        |        |        |        |        |        |        |        |        |        |        |        |        |        |        |        |        |        |        |        |        |        |        |        |        |        |        |        |        |        |        |        |
| Park City                                                                         | Park City | Planica | Dobbiaco | Oberaudorf | Schönwald im Schwarzwald | Baiersbronn | Breitenberg | Saalfelden | Vikersund | Vikersund | Oslo | punkty | punkty | punkty | punkty | punkty | punkty | punkty | punkty | punkty | punkty | punkty | punkty | punkty | punkty | punkty | punkty | punkty | punkty | punkty | punkty | punkty | punkty | punkty | punkty | punkty | punkty | punkty | punkty | punkty | punkty | punkty | punkty | punkty | punkty | punkty | punkty | punkty | punkty | punkty | punkty |
| -                                                                                 | -         | 14      | 8        | 15         | 20                       | 15          | 17          | 9          | 12        | 11        | 8    | 214    | 214    | 214    | 214    | 214    | 214    | 214    | 214    | 214    | 214    | 214    | 214    | 214    | 214    | 214    | 214    | 214    | 214    | 214    | 214    | 214    | 214    | 214    | 214    | 214    | 214    | 214    | 214    | 214    | 214    | 214    | 214    | 214    | 214    | 214    | 214    | 214    | 214    | 214    | 214    |
| Legenda                                                                           |           |         |          |            |                          |             |             |            |           |           |      |        |        |        |        |        |        |        |        |        |        |        |        |        |        |        |        |        |        |        |        |        |        |        |        |        |        |        |        |        |        |        |        |        |        |        |        |        |        |        |        |
| 1 2 3 4–10 11–30 poniżej 30 dq – dyskwalifikacja - – zawodniczka nie wystartowała |           |         |          |            |                          |             |             |            |           |           |      |        |        |        |        |        |        |        |        |        |        |        |        |        |        |        |        |        |        |        |        |        |        |        |        |        |        |        |        |        |        |        |        |        |        |        |        |        |        |        |        |

## FIS Ladies Winter Tournee

### Miejsca w klasyfikacji generalnej FIS Ladies Winter Tournee
| Sezon | Miejsce |
| ----- | ------- |
| 1999  | 4.      |
| 2000  | 2.      |
| 2001  | 3.      |
| 2002  | 4.      |
| 2003  | 2.      |
| 2004  | 3.      |
| 2005  | 12.     |

### Zwycięstwa w konkursach
| Nr | Dzień    | Rok  | Miejscowość | Skocznia                   | Punkt K | HS | Skok 1 | Skok 2 | Nota       | Przypisy |
| -- | -------- | ---- | ----------- | -------------------------- | ------- | -- | ------ | ------ | ---------- | -------- |
| 1. | 6 lutego | 2000 | Breitenberg | Baptist-Kitzlinger-Schanze | K-75    | –  | 76,5 m | 79,5 m | 240,2 pkt. | –        |
| 2. | 9 lutego | 2002 | Schönwald   | Adlerschanze               | K-85    | –  | 88,0 m | –      | 125,0 pkt. | [ d ]    |

### Zwycięstwa w konkursachFLWTT– noty sędziów
| Lp. | Data          | Miejscowość | Skocznia                   | K    | HS | Skok   | Nota A | Nota B | Nota C | Nota D | Nota E | Nota (skok) | Nota (styl) | Nota łączna | Nota końcowa |
| --- | ------------- | ----------- | -------------------------- | ---- | -- | ------ | ------ | ------ | ------ | ------ | ------ | ----------- | ----------- | ----------- | ------------ |
| 1.  | 6 lutego 2000 | Breitenberg | Baptist-Kitzlinger-Schanze | K-75 | –  | 76,5 m | 18,5   | 18,0   | 18,0   | 18,5   | 18,0   | 63,3 pkt    | 54,5 pkt    | 117,8 pkt   | 240,2 pkt    |
| 1.  | 6 lutego 2000 | Breitenberg | Baptist-Kitzlinger-Schanze | K-75 | –  | 79,5 m | 18,5   | 17,5   | 17,5   | 17,5   | 17,5   | 69,9 pkt    | 52,5 pkt    | 122,4 pkt   | 240,2 pkt    |
| 2.  | 9 lutego 2002 | Schönwald   | Adlerschanze               | K-85 | –  | 88,0 m | 19,0   | 18,0   | 19,0   | 19,0   | 19,0   | 68,0 pkt    | 57,0 pkt    | 125,0 pkt   | 125,0 pkt    |
| 2.  | 9 lutego 2002 | Schönwald   | Adlerschanze               | K-85 | –  | –      | –      | –      | –      | –      | –      | –           | –           | –           | 125,0 pkt    |

### Miejsca na podium
| Sezon PŚ | 1. miejsce | 2. miejsce | 3. miejsce | razem |
| 1999     | –          | 1          | 1          | 2     |
| 2000     | 1          | 3          | –          | 4     |
| 2001     | –          | 1          | 1          | 2     |
| 2002     | 1          | –          | –          | 1     |
| 2003     | –          | 1          | –          | 1     |
| 2004     | –          | 1          | –          | 1     |
| 2005     | –          | –          | –          | –     |
| suma     | 2          | 7          | 2          | 11    |

### Miejsca na podium w konkursach FIS Ladies Winter Tournee
| Nr  | Dzień       | Rok  | Miejscowość | Skocznia                   | Punkt K | HS | Skok 1 | Skok 2 | Nota       | Lok. | Strata   | Zwycięzca        |
| --- | ----------- | ---- | ----------- | -------------------------- | ------- | -- | ------ | ------ | ---------- | ---- | -------- | ---------------- |
| 1.  | 17 lutego   | 1999 | Breitenberg | Baptist-Kitzlinger-Schanze | K-75    | –  | 70,5 m | 74,5 m | 217,5 pkt. | 2.   | 21,3 pkt | Sandra Kaiser    |
| 2.  | 19 lutego   | 1999 | Ramsau      | Mattensprunganlage         | K-90    | –  | 58,5 m | –      | 37,5 pkt.  | 3.   | 20,5 pkt | Karla Keck       |
| 3.  | 6 lutego    | 2000 | Breitenberg | Baptist-Kitzlinger-Schanze | K-75    | –  | 76,5 m | 79,5 m | 240,2 pkt. | 1.   | –        | –                |
| 4.  | 9 lutego    | 2000 | Saalfelden  | Bibergschanze              | K-85    | –  | 72,5 m | 72,0 m | 176,5 pkt  | 2.   | 38,5 pkt | Daniela Iraschko |
| 5.  | 12 lutego   | 2000 | Schönwald   | Adlerschanze               | K-85    | –  | 76,0 m | 74,0 m | 187,0 pkt  | 2.   | 64,5 pkt | Daniela Iraschko |
| 6.  | 13 lutego   | 2000 | Baiersbronn | Große Ruhestein            | K-85    | –  | 77,5 m | 74,5 m | 188,5 pkt  | 2.   | 48,0 pkt | Daniela Iraschko |
| 7.  | 27 stycznia | 2001 | Schönwald   | Adlerschanze               | K-85    | –  | 80,0 m | 80,0 m | 210,0 pkt. | 2.   | 29,5 pkt | Daniela Iraschko |
| 8.  | 31 stycznia | 2001 | Breitenberg | Baptist-Kitzlinger-Schanze | K-75    | –  | 74,5 m | 75,0 m | 231,4 pkt  | 3.   | 22,2 pkt | Daniela Iraschko |
| 9.  | 9 lutego    | 2002 | Schönwald   | Adlerschanze               | K-85    | –  | 88,0 m | –      | 125,0 pkt  | 1.   | –        | –                |
| 10. | 22 lutego   | 2003 | Saalfelden  | Bibergschanze              | K-85    | –  | 86,0 m | 86,0 m | 231,0 pkt. | 2.   | 3,0 pkt  | Anette Sagen     |
| 11. | 12 lutego   | 2004 | Saalfelden  | Bibergschanze              | K-85    | –  | 87,0 m | 84,0 m | 231,5 pkt  | 2.   | 30,5 pkt | Anette Sagen     |

### Miejsca na podium w konkursach drużynowych FIS Ladies Winter Tournee
| Nr | Dzień                | Rok  | Miejscowość | Skocznia                   | Punkt K | HS    | Skład | Skok 1 | Skok 2 | Nota                   | Lok. | Strata   | Zwycięzca         |
| -- | -------------------- | ---- | ----------- | -------------------------- | ------- | ----- | ----- | ------ | ------ | ---------------------- | ---- | -------- | ----------------- |
| 1. | 5 lutego             | 2000 | Breitenberg | Baptist-Kitzlinger-Schanze | K-75    | –     | druż. | 73,0 m | 77,0 m | 859,9 pkt (226,5 pkt)  | 1.   | –        | –                 |
| 2. | 27 stycznia–4 lutego | 2001 | –           | –                          | –       | –     | druż. | –      | –      | 2115,6 pkt (627,4 pkt) | 1.   | –        | –                 |
| 3. | 3 lutego             | 2002 | Breitenberg | Baptist-Kitzlinger-Schanze | K-75    | –     | druż. | 75,0 m | 75,0 m | 849,6 pkt (228,0 pkt)  | 1.   | –        | –                 |
| 4. | 23 lutego            | 2003 | Saalfelden  | Bibergschanze              | K-85    | –     | druż. | 88,0 m | 88,0 m | 814,5 pkt (240,5 pkt)  | 2.   | 24,0 pkt | Stany Zjednoczone |
| 5. | 15 lutego            | 2004 | Breitenberg | Baptist-Kitzlinger-Schanze | K-75    | –     | druż. | 74,0 m | 75,0 m | 863,6 pkt (229,3 pkt)  | 1.   | –        | –                 |
| 5. | 15 lutego            | 2005 | Breitenberg | Baptist-Kitzlinger-Schanze | K-75    | HS-82 | druż. | 74,0 m | 75,0 m | 896,8 pkt (218,5 pkt)  | 1.   | –        | –                 |

### Miejsca w poszczególnych konkursach FIS Ladies Winter Tournee
| 1999                                                                              |                                     |                                     |                                     |                                     |                                |       |
|                                                                                   | Braunlage 7.02.1999                 | Baiersbronn 10.02.1999              | Schönwald im Schwarzwald 13.02.1999 | Breitenberg 17.02.1999              | Ramsau am Dachstein 19.02.1999 | Suma  |
| Miejsca                                                                           | 12.                                 | 4.                                  | 4.                                  | 2.                                  | 3.                             | 689,5 |
| Punkty                                                                            | 39,5                                | 195,5                               | 199,5                               | 217,5                               | 37,5                           | 689,5 |
| 2000                                                                              |                                     |                                     |                                     |                                     |                                |       |
|                                                                                   | Breitenberg 6.02.2000               | Saalfelden 9.02.2000                | Schönwald im Schwarzwald 12.02.2000 | Baiersbronn 13.02.2000              | Suma                           | Suma  |
| Miejsca                                                                           | 1.                                  | 2.                                  | 2.                                  | 2.                                  | 792,2                          | 792,2 |
| Punkty                                                                            | 240,2                               | 176,5                               | 187,0                               | 188,5                               | 792,2                          | 792,2 |
| 2001                                                                              |                                     |                                     |                                     |                                     |                                |       |
|                                                                                   | Schönwald im Schwarzwald 27.01.2001 | Schönwald im Schwarzwald 28.01.2001 | Breitenberg 31.01.2001              | Suma                                | Suma                           | Suma  |
| Miejsca                                                                           | 2.                                  | 5.                                  | 3.                                  | 627,4                               | 627,4                          | 627,4 |
| Punkty                                                                            | 210,0                               | 186,0                               | 231,4                               | 627,4                               | 627,4                          | 627,4 |
| 2002                                                                              |                                     |                                     |                                     |                                     |                                |       |
|                                                                                   | Saalfelden 30.01.2002               | Breitenberg 2.02.2002               | Baiersbronn 6.02.2002               | Schönwald im Schwarzwald 9.02.2002  | Suma                           | Suma  |
| Miejsca                                                                           | 4.                                  | 4.                                  | 4.                                  | 1.                                  | 781,4                          | 781,4 |
| Punkty                                                                            | 216,5                               | 228,9                               | 211,0                               | 125,0                               | 781,4                          | 781,4 |
| 2003                                                                              |                                     |                                     |                                     |                                     |                                |       |
|                                                                                   | Breitenberg 19.02.2003              | Saalfelden 22.02.2003               | Baiersbronn 26.02.2003              | Schönwald im Schwarzwald 1.03.2003  | Suma                           | Suma  |
| Miejsca                                                                           | 4.                                  | 2.                                  | 4.                                  | 5.                                  | 890,8                          | 890,8 |
| Punkty                                                                            | 226,3                               | 231,0                               | 219,0                               | 214,5                               | 890,8                          | 890,8 |
| 2004                                                                              |                                     |                                     |                                     |                                     |                                |       |
|                                                                                   | Saalfelden 12.02.2004               | Breitenberg 14.02.2004              | Baiersbronn 18.02.2004              | Schönwald im Schwarzwald 21.02.2004 | Suma                           | Suma  |
| Miejsca                                                                           | 2.                                  | 4.                                  | 8.                                  | 4.                                  | 888,4                          | 888,4 |
| Punkty                                                                            | 231,5                               | 234,9                               | 218,5                               | 203,5                               | 888,4                          | 888,4 |
| 2005                                                                              |                                     |                                     |                                     |                                     |                                |       |
|                                                                                   | Schönwald im Schwarzwald 8.02.2005  | Baiersbronn 12.02.2005              | Breitenberg 16.02.2005              | Saalfelden 19.02.2005               | Suma                           | Suma  |
| Miejsca                                                                           | 20.                                 | 15.                                 | 17.                                 | 9.                                  | 811,5                          | 811,5 |
| Punkty                                                                            | 197,0                               | 184,5                               | 211,5                               | 218,5                               | 811,5                          | 811,5 |
| Legenda                                                                           |                                     |                                     |                                     |                                     |                                |       |
| 1 2 3 4–10 11–30 poniżej 30 dq – dyskwalifikacja - – zawodniczka nie wystartowała |                                     |                                     |                                     |                                     |                                |       |

## FIS Sommer Ladies Tournee

### Miejsca w klasyfikacji generalnej FIS Sommer Ladies Tournee
| Sezon | Miejsce |
| ----- | ------- |
| 2001  | 2.      |
| 2002  | 2.      |
| 2004  | 1.      |

### Zwycięstwa w konkursach
| Nr | Dzień       | Rok  | Miejscowość  | Skocznia            | Punkt K | HS    | Skok 1 | Skok 2 | Nota       | Przypisy |
| -- | ----------- | ---- | ------------ | ------------------- | ------- | ----- | ------ | ------ | ---------- | -------- |
| 1. | 8 września  | 2002 | Meinerzhagen | Meinhardus-Schanzen | K-62    | –     | 61,5 m | 61,5 m | 213,2 pkt. | –        |
| 2. | 12 sierpnia | 2004 | Pöhla        | Pöhlbachschanze     | K-60    | HS-65 | 61,0 m | 62,0 m | 238,2 pkt. | –        |

### Zwycięstwa w konkursachFSLT– noty sędziów
| Lp. | Data             | Miejscowość  | Skocznia            | K    | HS    | Skok   | Nota A | Nota B | Nota C | Nota D | Nota E | Nota (skok) | Nota (styl) | Nota łączna | Nota końcowa |
| --- | ---------------- | ------------ | ------------------- | ---- | ----- | ------ | ------ | ------ | ------ | ------ | ------ | ----------- | ----------- | ----------- | ------------ |
| 1.  | 8 września 2002  | Meinerzhagen | Meinhardus-Schanzen | K-62 | –     | 61,5 m | 19,0   | 18,5   | 18,0   | 18,0   | 18,5   | 51,6 pkt    | 55,0 pkt    | 106,6 pkt   | 213,2 pkt    |
| 1.  | 8 września 2002  | Meinerzhagen | Meinhardus-Schanzen | K-62 | –     | 61,5 m | 19,0   | 19,0   | 18,0   | 18,0   | 18,0   | 51,6 pkt    | 55,0 pkt    | 106,6 pkt   | 213,2 pkt    |
| 2.  | 12 sierpnia 2004 | Pöhla        | Pöhlbachschanze     | K-60 | HS-65 | 61,0 m | 18,5   | 18,5   | 18,5   | 18,5   | 19,0   | 62,4 pkt    | 55,5 pkt    | 117,9 pkt   | 238,2 pkt    |
| 2.  | 12 sierpnia 2004 | Pöhla        | Pöhlbachschanze     | K-60 | HS-65 | 62,0 m | 18,5   | 18,5   | 18,5   | 18,5   | 18,5   | 64,8 pkt    | 55,5 pkt    | 120,3 pkt   | 238,2 pkt    |

### Miejsca na podium
| Sezon PŚ | 1. miejsce | 2. miejsce | 3. miejsce | razem |
| 2001     | –          | 2          | 1          | 3     |
| 2002     | 1          | 3          | –          | 4     |
| 2004     | 1          | 1          | –          | 2     |
| suma     | 2          | 6          | 1          | 9     |

### Miejsca na podium w konkursach FIS Sommer Ladies Tournee
| Nr | Dzień       | Rok  | Miejscowość  | Skocznia                       | Punkt K | HS    | Skok 1 | Skok 2 | Nota       | Lok. | Strata   | Zwycięzca        |
| -- | ----------- | ---- | ------------ | ------------------------------ | ------- | ----- | ------ | ------ | ---------- | ---- | -------- | ---------------- |
| 1. | 25 sierpnia | 2001 | Velenje      | Grajski grič                   | K-85    | –     | 74,0 m | 74,0 m | 183,0 pkt. | 2.   | 43,0 pkt | Daniela Iraschko |
| 2. | 26 sierpnia | 2001 | Mislinja     | Skakalnica Dr. Stanko Stoporko | K-85    | –     | 73,5 m | 73,5 m | 181,0 pkt. | 2.   | 44,5 pkt | Daniela Iraschko |
| 3. | 2 września  | 2001 | Meinerzhagen | Meinhardus-Schanzen            | K-62    | –     | 64,0 m | 64,0 m | 227,8 pkt. | 3.   | 7,9 pkt  | Daniela Iraschko |
| 4. | 31 sierpnia | 2002 | Breitenberg  | Baptist-Kitzlinger-Schanze     | K-75    | –     | 77,0 m | 73,0 m | 227,5 pkt  | 2.   | 6,8 pkt  | Daniela Iraschko |
| 5. | 1 września  | 2002 | Breitenberg  | Baptist-Kitzlinger-Schanze     | K-75    | –     | 79,0 m | 76,0 m | 236,0 pkt  | 2.   | 1,6 pkt  | Jessica Jerome   |
| 6. | 4 września  | 2002 | Pöhla        | Pöhlbachschanze                | K-60    | –     | 60,5 m | 61,0 m | 236,1 pkt  | 2.   | 0,3 pkt  | Daniela Iraschko |
| 7. | 8 września  | 2002 | Meinerzhagen | Meinhardus-Schanzen            | K-62    | –     | 61,5 m | 61,5 m | 213,2 pkt. | 1.   | –        | –                |
| 8. | 10 sierpnia | 2004 | Klingenthal  | Vogtlandschanzen               | K-80    | HS-85 | 81,5 m | 78,5 m | 229,5 pkt  | 2.   | 2,0 pkt  | Lindsey Van      |
| 9. | 12 sierpnia | 2004 | Pöhla        | Pöhlbachschanze                | K-60    | HS-65 | 61,0 m | 62,0 m | 238,2 pkt  | 1.   | –        | –                |

### Miejsca na podium w konkursach drużynowych FIS Sommer Ladies Tournee
| Nr | Dzień       | Rok  | Miejscowość  | Skocznia                       | Punkt K | HS    | Skład | Skok 1 | Skok 2 | Nota                  | Lok. | Strata | Zwycięzca |
| -- | ----------- | ---- | ------------ | ------------------------------ | ------- | ----- | ----- | ------ | ------ | --------------------- | ---- | ------ | --------- |
| 1. | 24 sierpnia | 2001 | Velenje      | Grajski grič                   | K-85    | –     | druż. | 76,0 m | 78,0 m | 561,5 pkt (195,5 pkt) | 1.   | –      | –         |
| 2. | 24 sierpnia | 2001 | Mislinja     | Skakalnica Dr. Stanko Stoporko | K-85    | –     | druż. | 72,5 m | 71,0 m | 499,5 pkt (168,0 pkt) | 1.   | –      | –         |
| 3. | 1 września  | 2001 | Meinerzhagen | Meinhardus-Schanzen            | K-62    | –     | druż. | b.d.   | b.d.   | 618,2 pkt (227,8 pkt) | 1.   | –      | –         |
| 4. | 7 września  | 2002 | Meinerzhagen | Meinhardus-Schanzen            | K-62    | –     | druż. | b.d.   | b.d.   | 822,2 pkt (225,8 pkt) | 1.   | –      | –         |
| 5. | 14 sierpnia | 2004 | Meinerzhagen | Meinhardus-Schanzen            | K-62    | HS-68 | druż. | b.d.   | b.d.   | 938,1 pkt (231,6 pkt) | 1.   | –      | –         |

### Miejsca w poszczególnych konkursach FIS Sommer Ladies Tournee
| 2001                                                                              |                         |                        |                        |                         |       |      |
|                                                                                   | Velenje 24.08.2001      | Mislinja 25.08.2001    | Meinerzhagen 1.09.2001 | Suma                    | Suma  |      |
| Miejsca                                                                           | 2.                      | 2.                     | 3.                     | 591,8                   | 591,8 |      |
| Punkty                                                                            | 183,0                   | 181,0                  | 227,8                  | 591,8                   | 591,8 |      |
| 2002                                                                              |                         |                        |                        |                         |       |      |
|                                                                                   | Breitenberg 31.08.2002  | Breitenberg 1.09.2002  | Pöhla 4.09.2002        | Meinerzhagen 8.02.2002  | Suma  | Suma |
| Miejsca                                                                           | 2.                      | 2.                     | 2.                     | 1.                      | 912,8 |      |
| Punkty                                                                            | 227,5                   | 236,0                  | 236,1                  | 213,2                   | 912,8 |      |
| 2004                                                                              |                         |                        |                        |                         |       |      |
|                                                                                   | Bischofshofen 8.08.2004 | Klingenthal 10.08.2004 | Pöhla 12.08.2004       | Meinerzhagen 15.08.2004 | Suma  | Suma |
| Miejsca                                                                           | 5.                      | 2.                     | 1.                     | 4.                      | 967,8 |      |
| Punkty                                                                            | 252,5                   | 229,5                  | 238,2                  | 247,6                   | 967,8 |      |
| Legenda                                                                           |                         |                        |                        |                         |       |      |
| 1 2 3 4–10 11–30 poniżej 30 dq – dyskwalifikacja - – zawodniczka nie wystartowała |                         |                        |                        |                         |       |      |

## Alpen Cup

### Miejsca w klasyfikacji generalnej Alpen Cup
| Sezon     | Miejsce |
| --------- | ------- |
| 2000/2001 | 2.      |
| 2001/2002 | 1.      |
| 2002/2003 | 2.      |
| 2003/2004 | 3.      |

## Mistrzostwa Austrii w skokach narciarskich
Eva Ganster trzy razy zdobyła indywidualny tytuł mistrza Austrii seniorek w skokach narciarskich. Pięciokrotnie zdobywała srebro i raz brąz.
| Miejsce | Rok  | Miejscowość | Skocznia           | Punkt K | HS    | Zwyciężczyni     |
| ------- | ---- | ----------- | ------------------ | ------- | ----- | ---------------- |
| 3.      | 1993 | St. Aegyd   | Klaushoferschanze  | K-73    | –     | b.d.             |
| 1.      | 1998 | b.d.        | b.d.               | b.d.    | –     | –                |
| 2.      | 2000 | Villach     | Alpenarena         | K-90    | –     | Daniela Iraschko |
| 2.      | 2001 | Stams       | Brunnentalschanzen | K-105   | –     | Daniela Iraschko |
| 2.      | 2001 | Villach     | Alpenarena         | K-90    | –     | Daniela Iraschko |
| 2.      | 2002 | Stams       | Brunnentalschanzen | K-105   | –     | Daniela Iraschko |
| 1.      | 2002 | Ramsau      | Mattensprunganlage | K-90    | –     | –                |
| 1.      | 2003 | Villach     | Alpenarena         | K-90    | –     | –                |
| 2.      | 2005 | Villach     | Alpenarena         | K-90    | HS-98 | Daniela Iraschko |

## Inne
- Austria – Cup Wörgl 1990 – 1. miejsce[2]
- Mistrzostwa Tyrolu Wörgl 1990 – 3. miejsce[2]
- TSV-Landescup 1991 – 2. miejsce[2]
- Zawody w Reit im Winkl 1991 – 14. miejsce[119][l]
- Puchar Raiffeisenbank w letnich skokach narciarskich 1991 – 3. miejsce[120][l]
- TSV-Landescup 1992 – 2. miejsce[2]
- Austria – Cup Eisenerz 1992 – 9. miejsce[2]
- Mistrzostwa Tyrolu Mayrhofen 1992 – 2. miejsce[2]
- Mecz międzykrajowy Tyrol – Bawaria 1992 – 1. miejsce[2]
- OPA Games Breitenberg 1993 – 18. miejsce[121][l]
- Zawody z okazji 40-lecia klubu SV - Achomitz – 8. miejsce[122][l]
- Alpen Cup 1993 Predazzo – 58. miejsce[123][l]
- TSV-Landescup 1993 – 2. miejsce[2]
- Austria – Cup 1993 – 3. miejsce[2]
- Alpen Cup 1994 Breitenberg – 68. miejsce[124][l]
- Austria – Cup Eisenerz 1994 – 2. miejsce[2]
- Austria – Cup Achomitz 1994 – 3. miejsce[2]
- Alpen Adria Eisenerz – 25. miejsce[125][l]
- Alpen Adria Eisenerz – 30. miejsce[126][l]
- Zawody letnie w Ramsau – 47. miejsce[127][l]
- Konkurs noworoczny w Seefeld – 16. miejsce[128][l]
- Pierwsze zawody w skokach narciarskich kobiet w Stanach Zjednoczonych, sześć konkursów w Lake Placid i Rumford 1996 – sześć razy 1. miejsce[2]
- Drugie zawody ku pamięci Seppa Mayera w Ruhpolding – 16. miejsce[129][l]
- Konkursy w Lahti 1997 – dwa razy 1. miejsce i jedno 2. miejsce[2][130][131]
- Letnie Grand Prix 1997: Predazzo – 1. miejsce, Stams – 1. oraz 2. miejsce[2]
- Pierwsze zawody w skokach narciarskich kobiet w Środkowej Europie Reit im Winkl 1997 – 1. miejsce[2]
- Konkursy w Rovaniemi 1998 – 5. miejsce i w Vuokatti – 5. miejsce[2]
- Konkursy w Schönwaldzie 7 i 8 marca 1998 – 4. i 2. miejsce[132][133]
- Zawody w Stams – 4. miejsce[134]
- Zawody ku pamięci Seppa Mayera w Ruhpolding – 16. miejsce[135][l]
- Alpen Cup 1999: Schönwaldzie – 2. i 5. miejsce[136][137]
- Zawody w Oberaudorf 1999 – 14. miejsce[138][l]
- Zawody Pucharu Kontynentalnego 1999: Vikersund – 1. i 2. miejsce oraz w Oslo – 1. miejsce[2]
- Międzynarodowe letnie zawody w Rastbüchl 1999 – 2. miejsce[139]
- Konkursy w Oslo 2000 – 2. miejsce[2], 4. i 3. miejsce[140]
- Międzynarodowe letnie zawody w Rastbüchl 2000 – dwa razy 2. miejsce[141][142]
- Zawody Pucharu Kontynentalnego 2000: Velenje – 2. miejsce[143], Villach – 2. miejsce[144]
- Letnie Konkursy w Meinerzhagen 2 i 3 września 2000 – 2. i 1. miejsce[145]
- OÖ-Landescup Breitenbergu 2001 – 1. miejsce[2]
- Konkurs w Oslo podczas Holmenkollen Skifestival 2001 – 3. miejsce[2][146]
- Zawody Pucharu Kontynentalnego 2001 – Vikersund – 4. miejsce[2]
- Międzynarodowe letnie zawody w Rastbüchl 2001 – 2. miejsce w klasyfikacji generalnej[147] (2.[148] i 3. miejsce[149])
- Turniej Norweski 2002: Vikersund – 3.[150] i 6. miejsce[151] oraz w Oslo – 1. miejsce[152]
- Międzynarodowy konkurs skoków na igielicie, Garmisch-Partenkirchen, 17.08.2002 – 1. miejsce[153]
- Austria – Cup Eisenerz 2003 – 2. miejsce[2]
- Mistrzostwa Bayerwaldu, Rastbüchl 03.01.2003 – 2. miejsce[154]
- Konkursy w Planicy 11 i 12 stycznia 2003 – 3. i 5. miejsce[155]
- Konkurs w Oslo 9 marca 2003 – 4. miejsce[2][156]
- Konkursy noworoczne: Seefeld – 9. miejsce[157], Planica – 12. miejsce[158] i 13. miejsce[159][160][m]
- Konkurs w Oslo 29 lutego 2004 – 8. miejsce[2][161]
- Austria – Cup Achomitz 2004 – 2. miejsce[2]
- Willy - Sachs Pokalspringen, Oberaudorf, 02.01.2005 – 3. miejsce[162]
- Konkurs w Våler 8 marca 2005 – 11. miejsce[163]

### Löwenbräu Cup
Wszystkie zawody odbyły się w Reit im Winkl, na dziewięćdziesięciometrowej Franz-Haslberger-Schanze (HS 93).
| Nr  | Dzień       | Rok  | Skok 1 | Skok 2 | Nota       | Lok. | Strata    | Zwycięzca                | Przypisy            |
| --- | ----------- | ---- | ------ | ------ | ---------- | ---- | --------- | ------------------------ | ------------------- |
| 1.  | 17 lutego   | 1993 | 54,0 m | 57,0 m | 97,4 pkt.  | 4.   | 31,1 pkt  | Peter Beck               | [ 165 ] [ l ] [ n ] |
| 2.  | 10 marca    | 1993 | 56,0 m | 60,5 m | 104,7 pkt. | 5.   | 34,0 pkt  | Uroš Peterka             | [ 166 ] [ l ] [ n ] |
| 3.  | 29 grudnia  | 1994 | 73,5 m | 73,5 m | 157,0 pkt. | 19.  | 74,0 pkt  | Mario Stecher            | [ 167 ] [ l ] [ o ] |
| 4.  | 8 lutego    | 1995 | 72,0 m | 73,5 m | 154,0 pkt. | 17.  | 66,0 pkt  | Martin Zimmermann        | [ 168 ] [ l ] [ o ] |
| 5.  | 22 lutego   | 1995 | 63,0 m | 68,5 m | 125,0 pkt. | 17.  | 99,5 pkt  | Reinhard Schwarzenberger | [ 169 ] [ l ] [ o ] |
| 6.  | 8 marca     | 1995 | 63,0 m | 70,0 m | 125,0 pkt. | 17.  | 94,5 pkt  | Christoph Bieler         | [ 170 ] [ l ] [ o ] |
| 7.  | 14 lutego   | 1996 | 62,0 m | 60,0 m | 103,0 pkt. | 23.  | 128,0 pkt | Michael Uhrmann          | [ 171 ] [ l ] [ o ] |
| 8.  | 29 grudnia  | 1996 | 65,0 m | 69,0 m | 124,0 pkt. | 27.  | 96,0 pkt  | Martin Zimmermann        | [ 172 ] [ l ] [ o ] |
| 9.  | 7 marca     | 1997 | 72,5 m | 71,0 m | 151,5 pkt. | 19.  | 85,5 pkt  | Ingemar Mayr             | [ 173 ] [ l ]       |
| 10. | 29 grudnia  | 1999 | 64,0 m | 73,0 m | 134,0 pkt. | 2.   | 45,5 pkt  | Sandra Kaiser            | [ 174 ]             |
| 12. | 19 stycznia | 2000 | 77,0 m | 77,5 m | 173,5 pkt. | 2.   | 42,0 pkt  | Daniela Iraschko         | [ 175 ]             |
| 13. | 17 stycznia | 2001 | 70,0 m | 71,0 m | 143,5 pkt. | 2.   | 73,5 pkt  | Daniela Iraschko         | [ 176 ]             |
| 14. | 14 lutego   | 2001 | 85,5 m | 75,0 m | 181,0 pkt. | 1.   | –         | –                        | [ 177 ] [ p ]       |
| 15. | 7 marca     | 2001 | 73,0 m | 76,0 m | 160,0 pkt. | 2.   | 40,5 pkt  | Daniela Iraschko         | [ 178 ]             |
| 16. | 29 grudnia  | 2001 | 83,5 m | 82,5 m | 198,0 pkt. | 1.   | –         | –                        | [ 179 ]             |
| 17. | 21 stycznia | 2004 | 78,0 m | 80,5 m | 183,0 pkt. | 2.   | 48,0 pkt  | Daniela Iraschko         | [ 180 ]             |
| 18. | 3 marca     | 2004 | 76,5 m | 75,0 m | 165,0 pkt. | 1.   | –         | –                        | [ 181 ]             |
| 19. | 30 grudnia  | 2004 | 71,0 m | 73,0 m | 148,0 pkt. | 1.   | –         | –                        | [ 182 ] [ p ]       |